# Caffaro di Rustico da Caschifellone
Caffaro di Rustico da Caschifellone (cca. 1080 – cca. 1164) a fost un cruciat și cronicar italian (genovez). Cronica sa constituie o importantă sursă de informații despre cruciatul genovez Guglielmo Embriaco.
Caffaro s-a născut în satul Caschifellone (astăzi parte componentă a Serra Riccò). Pe când era adolescent, a întreprins o călătorie în Siria, ca partizan al lui Godefroy de Bouillon în Prima cruciadă. A revenit la puțină vreme după 1101 și prima sa lucrare care a câștigat o oarecare audiență a fost o povestire asupra cruciadei. La puțină vreme după aceea, a început lucrul la redactarea unei istorii a Genovei, intitulată Annales.  Deși latina imperfectă folosită de Caffaro a împiedicat Annales să devină o operă de largă rezonanță, cronica a fost prima de acest gen care să fi fost scrisă la Genova și rămâne o descriere istorică importantă.
Pe baza faimei sale de cruciat, Caffaro a devenit apoi căpitanul unei nave genoveze, calitate în care a purtat câteva lupte împotriva Pisanilor. Către sfârșitul vieții, a urmat cariera de diplomat și a îndeplinit unele misiuni în numele papei Calixt al II-lea, al împăratului Frederic I Barbarossa și al regelui Alfonso al VII-lea al Castiliei.